# Psammogorgia plexauroides
Psammogorgia plexauroides är en korallart som beskrevs av Ridley 1888. Psammogorgia plexauroides ingår i släktet Psammogorgia och familjen Plexauridae. Inga underarter finns listade i Catalogue of Life.